# Müllverbrennungsanlage Flingern
Die Müllverbrennungsanlage Flingern ist eine Müllverbrennungsanlage (MVA) im Düsseldorfer Stadtteil Flingern. Mit der eigens entwickelten „Walzenrostfeuerung System Düsseldorf“ ist sie eine Pionierarbeit auf dem Gebiet der Müllverbrennung und ein wesentlicher Teil der Müllentsorgung der Stadt Düsseldorf. Die Kraft-Wärme-Kopplung der MVA leistet die Grundlast der Versorgung der Düsseldorfer Innenstadt mit Fernwärme. Zur Luftreinhaltung verfügt die MVA über eine vierstufige Anlage zur Reinigung der Rauchgase.

## Geschichte
Mit dem Anstieg des Konsums in der Bundesrepublik Deutschland stieg auch der Siedlungsmüll an. Da Deponieraum zu knapp war, wurden ab 1957 Verbrennungsversuche mit Düsseldorfer Müll in der einzigen deutschen Müllverbrennungsanlage in Hamburg, in Bern und Lausanne durchgeführt – mit nicht zufriedenstellenden Ergebnissen. 1961 beauftragte die Stadt Düsseldorf die Stadtwerke Düsseldorf auf dem Gelände des Kraftwerk Flingern eine Versuchsanlage zu errichten. Die Arbeitsgemeinschaft Stadtwerke Düsseldorf, Vereinigte Kesselwerke (VKW Düsseldorf) und die Ratinger Dürrwerke entwickelten über zahlreiche Versuchsreihen die sogenannte Walzenrostfeuerung für besonders inhomogenen und schwierig zu schürenden Festbrennstoff wie Müll. Sie ist heute weltweit als „System Düsseldorf“ bekannt und in weltweit rund der Hälfte aller Müllverbrennungsanlagen im Einsatz.
1961 wurde beschlossen, die Müllverbrennungsanlage am Flinger Broich zu bauen. Das Genehmigungsverfahren wurde von der Stadt Wuppertal durchgeführt (Erteilung 3. Juli 1963), da sich die Stadt Düsseldorf sonst selber eine Genehmigung erteilt hätte. Anfang 1964 war Baubeginn, im Herbst 1965 begann der Probebetrieb. Der hieraus erzeugte Dampf wird über die Dampfturbine im benachbarten Kraftwerk Flingern verstromt und zur Fernwärmeversorgung genutzt.
Im Laufe der Zeit stiegen die Müllaufkommen und die anfänglich vier Kessel wurden durch zwei weitere Kessel ergänzt. Ende der 80er Jahre wurden die ersten Kessel erneuert. Die Anlagenkapazität wurde von 250.000 Tonnen pro Jahr auf 450.000 Tonnen gesteigert.
Mitte der 80er Jahre  machten verschärfte Grenzwerte bei den Rauchgasen den mehrfachen Zubau von Abgasreinigungsanlagen erforderlich. Wie schon bei den Kesseln wurde auch in der Abgasreinigung ein neues Verfahren entwickelt. Hieraus entstand die Abscheidung von Chlor und Schwefel nach dem Sprühadsorptionsverfahren „System Düsseldorf“ sowie der in Düsseldorf erstmals eingesetzte Aktivkoksfilter.
Aus Untersuchungen entstand weiterhin das Flingern’sche Korrosionsdiagramm, das heute als Standardwerkzeug zur Vermeidung von Hochtemperaturkorrosion gilt.
Seit 1999 sind die Stadtwerke Düsseldorf AG auch Eigentümer der Anlage.

## Technik

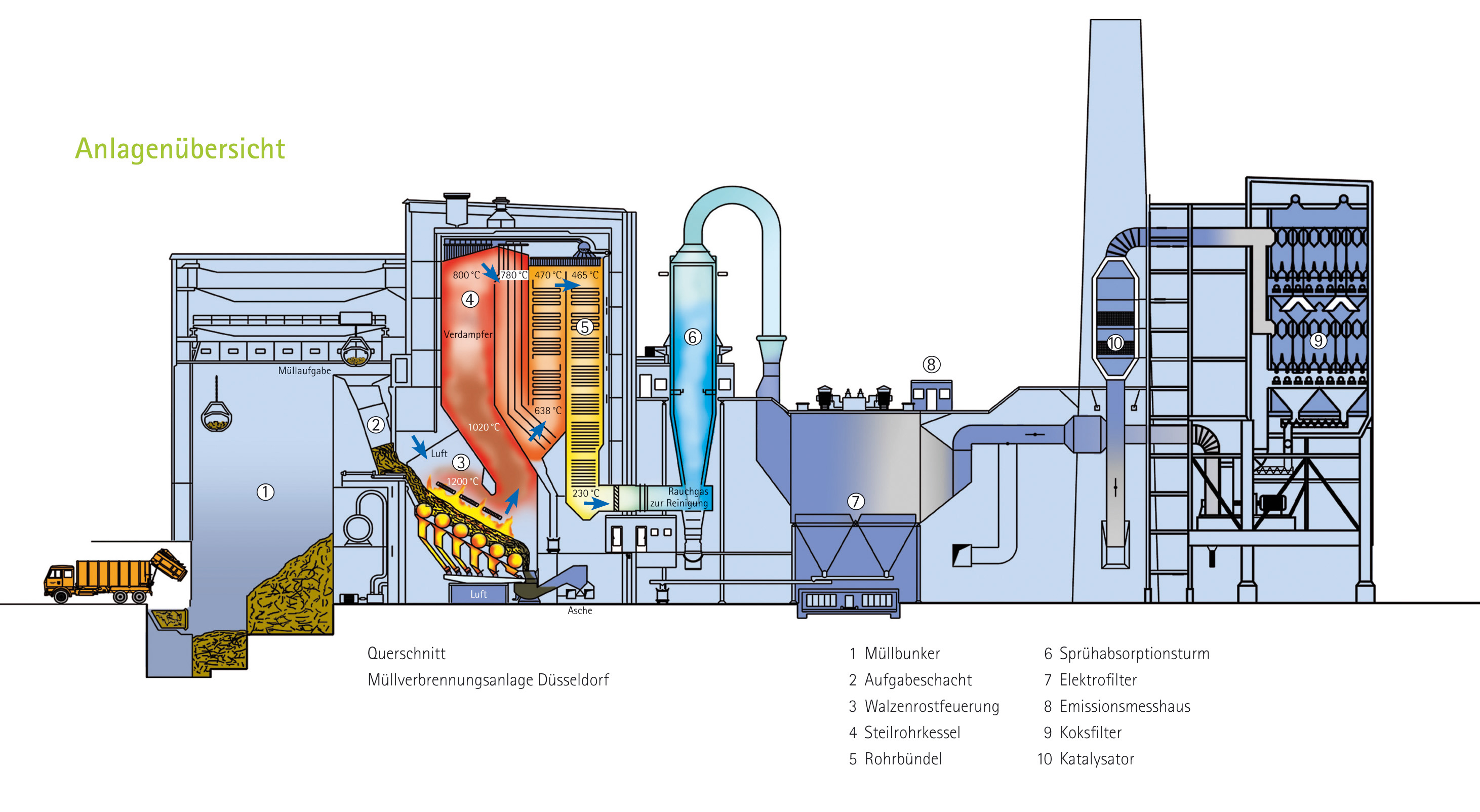
Schema der Müllverbrennungsanlage Flingern

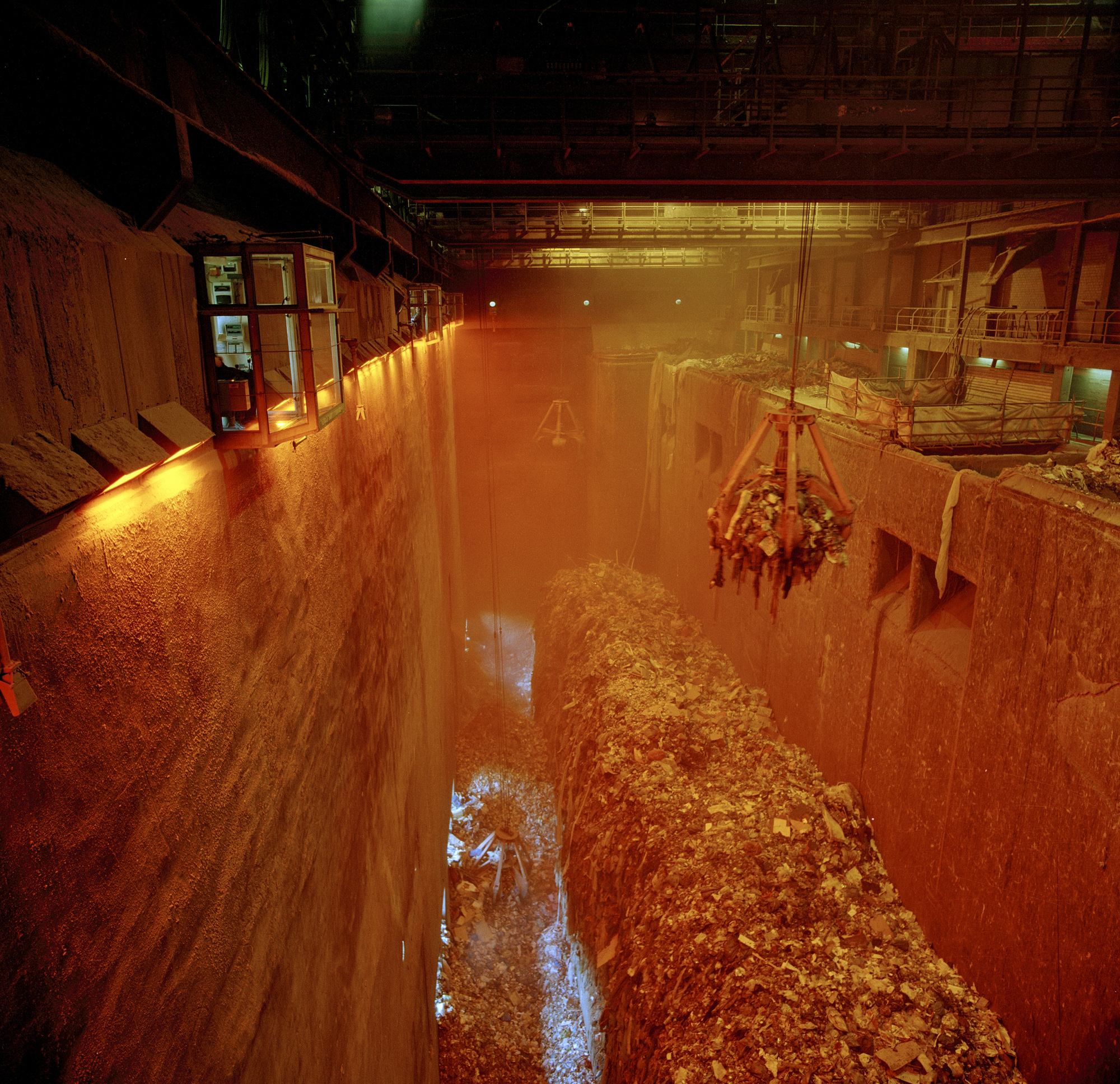
Müllbunker. Durch gelbes Licht gute Sicht trotz Staubentwicklung.

Die Düsseldorfer MVA ist für die Verbrennung von Hausmüll und hausmüllähnlichem Gewerbemüll konzipiert. Zur Sicherstellung finden Sichtkontrollen statt und Stichproben werden im Labor analysiert. Eine Rotorschere mit zwei schneidenden Metallwalzen dient der Zerkleinerung von Sperrmüll. Über sechs Abladestellen gelangt der Abfall in den ca. 13.000 Kubikmeter großen Müllbunker. Drei Kräne mit je fünf Tonnen Tragkraft vermischen durch Umschichtung den Müll und transportieren ihn über sogenannte Aufgabenschächte in die Kessel. Die sechs Kessel arbeiten nach dem Verfahren der Walzenrostfeuerung. Auf sechs treppenförmig angeordneten Metallwalzen wird der Abfall von oben nach unten durch den Verbrennungsraum transportiert. Bei Temperaturen von ca. 1.000 °Celsius werden die Abfälle innerhalb von 50 bis 55 Minuten verbrannt. Zum Zünden werden Ölbrenner verwendet. Rund 25 % des Mülls bleibt als nicht brennbare Bestandteile übrig. Diese Asche wird einem Verwertungsbetrieb zugeführt, der über Magnete rund 10.000 Tonnen Metalle im Jahr separiert. Der Rest kann (zerkleinert und gesiebt) im Straßenbau eingesetzt werden. Die Rauchgase werden in einem vierstufigen Verfahren gereinigt. Um belastetes Abwasser zu vermeiden, wurde von den Stadtwerken Düsseldorf ein „quasi trockenes Verfahren“ entwickelt, bei dem die heißen Rauchgase mit Kalkmilch besprüht und so Schwefel, Chlor- und Fluorwasserstoffe gebunden werden. Im Elektrofilter werden die staubförmigen Kalkverbindungen und andere Stäube abgeschieden. Bei der Filterung mit Aktivkoks (alternativ ein Gemisch von Natriumbicarbonat und geringen Anteilen von Aktivkoks) werden Schwermetalle und organische Stoffe entfernt. Durch Katalysatoren werden in der letzten Stufe Stickoxide zu unschädlichem Wasserdampf und Stickstoff abgebaut. Nach dem Prinzip der Kraft-Wärme-Kopplung wird die anfallende Wärme aus der Verbrennung über eine Dampfleitung im benachbarten Heizkraftwerk Flingern zur Erzeugung von Strom und Fernwärme genutzt. So werden etwa elf Prozent des in Düsseldorfer Haushalten genutzten Stroms und rund 20 Prozent des Fernwärmebedarfs der Düsseldorfer Innenstadt gedeckt. Die Rohrbrücke MVA-Kraftwerk Flingern ist 800 Meter lang und besteht aus zwei Hochdruck-, einer Mitteldruck, zwei Kondensat- und einer Stickstoffröhren. Die Dampfröhren habe Nennweiten von 300, 250 und 200, bei 500 °C und 90 bar, sowie 350 °C und 15 bar.

## Daten
420.000 Tonnen Müll werden pro Jahr an 6 Abladestellen mit je zwei Entladestationen angeliefert. Davon sind 66 % gemischte Siedlungsabfälle, 7 % Sperrmüll, 5 % Straßenkehricht, 22 % Gewerbeabfälle. Der mittlere Mülldurchsatz je Verbrennungslinie und Stunde beträgt 12,5 Tonnen, bei sechs Linien also insgesamt 75 Tonnen die Stunde. Je 3 Tonnen Asche je Linie und Stunde, also 18 Tonnen insgesamt, bleiben übrig.  Die Dampfmenge je Kessel und Stunde beträgt 40 Tonnen, gesamt 240 Tonnen. Bei 500 °C Dampftemperatur und 80 bar Druck werden 900 Mio. kWh/a an das Heizkraftwerk geliefert. Je 4 Rauchgaslinien, Entschwefelungstürme, Elektrofilter, Aktivkoksfilter reinigen die Rauchgase. 18.000 Tonnen Elektrofilterstäube und 5.000 Tonnen verbrauchter Aktivkoks fallen an. Der Eigenverbrauch an Strom liegt bei 50 Mio. kWh/a und 1.000 Kubikmeter Heizöl.
Rund 11 Prozent des in Düsseldorf benutzten Stroms und etwa 20 Prozent des innerstädtischen Fernwärmebedarfs werden mit der aus Müll gewonnenen Energie gedeckt.

## Mülltourismus

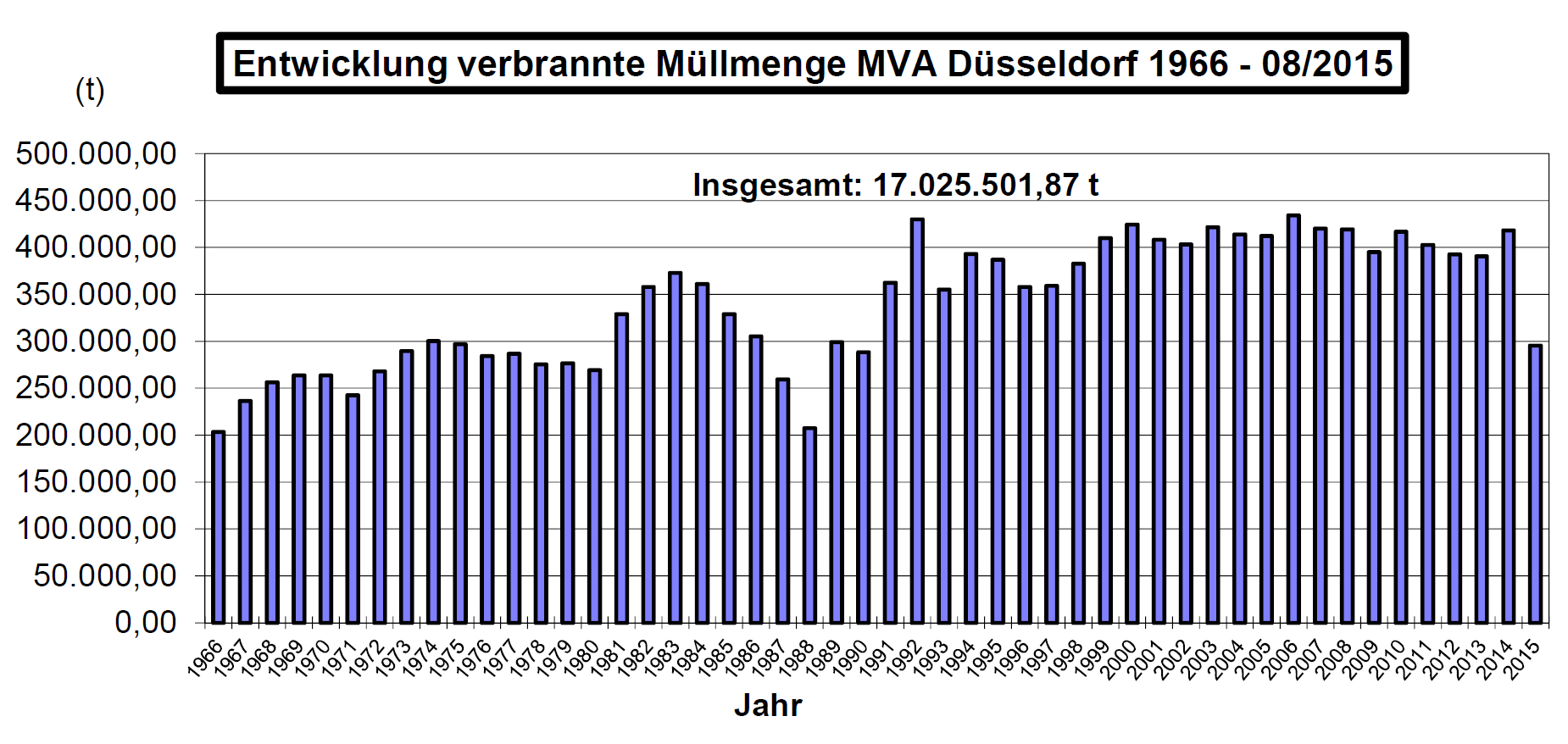
Die Entwicklung der verbrannten Müllmengen in der MVA Flingern – 1993 war die Einführung des Dualen Systems Deutschland

Seit 2001 exportiert Italien Müll in Wellen nach Deutschland, zwischen 2001 und 2008 auch in die MVA Flingern. Insbesondere aus Neapel und der Region Kampanien. Hier wird nicht nur der Transport generell als unökologisch kritisiert. Gefordert wird eine regionale Verbrennung von Siedlungsmüll. Seit 2016 wird jedoch auch diskutiert, dass durch grenzüberschreitende Nutzung von Entsorgungskapazitäten die europaweite Deponierung und damit die klimarelevanten Faulgase reduziert werden könnten.
Auch die ungleichen Kosten sorgen für Unmut. Die Kosten für die Beseitigung von Siedlungsmüll und die der MVA selber bezahlen die Bürger lokal mit ihren Gebühren. Die Rest- und Überkapazitäten werden mit Müll, z. B. aus Italien aber auch aus Nachbargemeinden, aufgefangen. Oft werden dafür geringere Beseitigunsgebühren verlangt, angelehnt an den aktuelle Marktpreis für die Müllverbrennung.

## Klimaschutz
Strom und Fernwärme aus der Müllverbrennung gelten nach dem Erneuerbare-Energien-Gesetz (EEG) zu 50 % (biogener Anteil am Müll) ähnlich wie erneuerbare Energien. Der Grund ist, dass keine Primärenergie aus fossilen Brennstoffen Verwendung findet und somit ein Großteil an CO2-Emissionen eingespart werden.
Zusätzlich fällt das Deponiegas mit ca. 55 Vol.-% Methananteil weg. Dieses Gas entsteht bei der Deponierung von Hausmüll. Methangas ist gut 21-mal schädlicher als CO2.